# Coal Miner's Daughter (álbum)
Coal Miner's Daughter -En español: La hija del minero de carbón- es el décimo sexto álbum de estudio de cantautora estadounidense de country Loretta Lynn, lanzado el 4 de enero de 1971 por Decca Records.
La canción homónima se convirtió en el tema insigne de la cantante, además de ser su canción más exitosa. También le dio nombre a una película de 1980, protagonizada por Sissy Spacek (quien ganó el Oscar a mejor actriz principal en 1981); y a la exitosa autobiografía de Lynn, Loretta Lynn: Coal Miner's Daughter.
En el 2020 el álbum fue incluido en la lista de los 500 mejores álbumes de todos los tiempos de la revista Rolling Stone, ocupando el puesto 440.